# منظمة كاونتر غوريلا

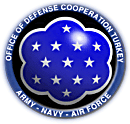
شعار مكتب التعاون الدفاعي الأمريكي في تركيا - (ODC-T)

منظمة كاونتر غوريلا (بالتركية: Kontrgerilla)‏ هي الفرع التركي من منظمة غلاديو السرية والتي تعد جيشا سريا أنشأ بهدف تكوين طابور خامس و فرق عسكرية غير نظامية ذي توجهات مناوئة للشيوعية يتم تفعيله في حال حصول غزو سوفييتي بدعم أمريكي ناتج عن سياسة مبدأ ترومان. توسعت أنشطة هذه المنظمة فيما بعد لتقوم بتحييد أي أنشطة شيوعية أو يسارية في تركيا.
بدأت هذه المنظمة أعمالها كجزء من القوات المسلحة التركية منضوية تحت مجموعة الانتشار التكتيكي (بالتركية: Seferberlik Taktik Kurulu - STK)‏. تم تغيير مسمى هذه الوحدة سنة 1967 لتصبح دائرة الحرب غير التقليدية (بالتركية: Özel Harp Dairesi - ÖHD)‏ قبل أن تصبح هذه الوحدة قيادة القوات الخاصة التركية(بالتركية: Özel Kuvvetler Komutanlığı-ÖKK)‏ سنة 1994.
هناك اعتقاد منتشر في تركيا بمسئولية منظمة كاونتر غوريلا عن العديد من اعمال العنف التي لم يتم الكشف عن فاعليها، كما يعتقد أن لهذه المنظمة تأثير كبير على مجريات تاريخ تركيا خلال فترة الحرب الباردة، خصوصا دورها في هندسة إنقلابات 1960 و1971 و1980 في تركيا. يعترف الجيش التركي بأن القوات الخاصة التركية لديها تعليمات وخطط عملياتية لإفشال أي محاولة غزو لتركيا، غير أنه يرفض الربط بمنظمة غلاديو، خصوصا مشاركة هذه الوحدة في العمليات العسكرية السرية.
عقب تفكك الاتحاد السوفيتي، توجهت المنظمة لمجابهة حزب العمال الكردستاني واتهمت بالمشاركة في أحداث من قبل فضيحة سوسورلوك خاصةً وأن الحزب يعتبر تهديدا كبيرا من قبل الدولة العميقة في تركيا
من أعضاء المنظمة المعروفين محمد علي أغجا الذي كان منضويا تحتها في أواخر السبعينيات من القرن العشرين.
ظهرت المنظمة للعلن سنة 1971 عقب شهادة ناجين من أحداث فيلا زيفرباي، قبل أن يصرح رئيس الوزراء بولنت أجاويد بتاريخ 26 سبتمبر 1973 بوجود المنظمة. تمت مناقشة المنظمة فيالبرلمان التركي ما لايقل عن 27 مرة منذ سنة 1990 غير أن هذه النقاشات لم تؤد إلى أي تحقيقات ذات نتيجة تذكر. كما أن نواب الحزب الحاكم في كافة الحكومات المتعاقبة دائما ما صوتوا برفض التحقيق في أنشظة المنظمة.

## خلفية تاريخية
تعتبر الأناضول منطقة ذات أهمية استراتيجية بالغة الأهمية أدت إلى العديد من التجاذبات السياسية بين الدول العظمى. بعد إنتهاء مؤتمر يالطا ومؤتمر بوتسدام سنة 1945 قام الزعيم السوفييتي إيوسيف ستالين بإرسال سفن حربية و قوات عسكرية للمنطقة بهدف محاولة السيطرة على مضائق الدردنيل. أرسل الإتحاد السوفييتي برقيتين ديبلوماسيتين حول اتفاقية مونترو تنصان في فحواهما على عدم إرتياح الإتحاد السوفييتي لنصوص المعاهدة. رفضت أنقرة البرقيتين، وأعربت الحكومة الأمريكية عن عدم إرتياحها من التحركات السوفيتية، قبل أن تصرح بالقول أن أي هجوم أو تهديد بالهجوم على المضائق يشكل تهديدا للسلم الدولي وسيتم الرد عليه بشكل واضح من طرف مجلس الأمن الدولي بالأمم المتحدة.

## تطور التعاون العسكري الأمريكي التركي
بعد إعلان الحكومة البريطانية عدم قدرتها على تقديم الدعم المالي لتركيا في 21 فبراير 1947، توجهت الحكومة التركية نحو الولايات المتحدة التي قامت بدورها بالإعلان عن مبدأ ترومان، والتعهد بدعم الشعوب التي تقاوم إخضاعها عبر أنشطة الأقليات المسلحة و الضغوط الخارجية تم تقديم دعم مالي تبلغ قيمته 100 مليون دولار أمريكي لتركيا عقب مصادقة الكونجرس على مبدأ ترومان، وزيدت قيمة الدعم لتصبح 233 مليون دولار بحلول سنة 1950 بعد أن قامت تركيا بإرسال فرقة من 5000 جندي للمساهمة في الحرب الكورية إلى جانب قوات الأمم المتحدة.
تم إنشاء المهمة العسكرية الخاصة لدعم تركيا في أنقرة شهر أغسطس 1947 تحت إدارة السفير الأمريكي لدى أنقرة.
كما قام وفد رفيع المستوى من الجيش التركي بزيارة الولايات المتحدة في 5 أكتوبر 1947 للبدء في إنشاء إطار عمل للتعاون العسكري بين البلدين.
قامت وكالة الأمن القومي الأمريكية بإصدار التوجيه 4-A في ديسمبر 1947 الذي يسمح لوكالة الإستخبارات المركزية الأمريكية بإنشاء و إدارة البرامج السرية بشكل يضمن عدم حدوث أي نقاش من الكونغرس أو المواطنين الأمريكيين يتعلق بأساليب الحرب النفسية في الخارج. تم إستبدال هذا التوجيه بعدة عدة أشهر بالتوجيه 10/2 الذي أنشأ مكتب تنسيق السياسات والذي يعرف أيضا باسم مكتب المشاريع الخاصة. يعد هذا المكتب الذراع العملياتي لوكالة الإستخبارات المركزية ويتضمن إطار أعماله الدعاية والدعاية المضادة والحرب الإقتصادية والأعمال المباشرة كعمليات التخريب والتخريب المضاد والتفجيرات والإخلاء ومجابهة الدول المحاربة بما في ذلك دعم حركات التمرد والحركات المسلحة وحركات التحرير ودعم المنظمات التي تناهض الشيوعية في العالم الحر. حسب تصريحات العميل الإستخباراتي ويليام كورسون لم تكن هناك أي عوائق أو موانع للعمل. كانت الأوامر أن نقوم بأي شىء لتفيذ المهام.
بعد إنضمام تركيا إلى حلف شمال الأطلسي في 18 فبراير 1952
قامت تركيا بتوقيع إتفاقية مواقع عسكرية في 23 يونيو 1954 مهدت الطريق لتواجد عسكري أمريكي كبير، وصل تعداده إلى 1200 فرد بحلول سنة 1959 كما أضحت المهمة العسكرية الخاصة لدعم تركيا أكبر هذه المهمات في الإدارة الأوروبية للقوات المسلحة الأمريكية، وأكبر مجموعة دعم عسكري في العالم بحلول سنة 1951.
تم تغيير إسم المهمة ليصبح وكالة الدعم العسكري الأمريكي لتركيا سنة 1958، قبل أن يعاد تسميتها إلى مكتب التعاون العسكري - تركيا يوم 1 مايو 1994.

## وحدة الإنتشار التكتيكي (1952-1965)

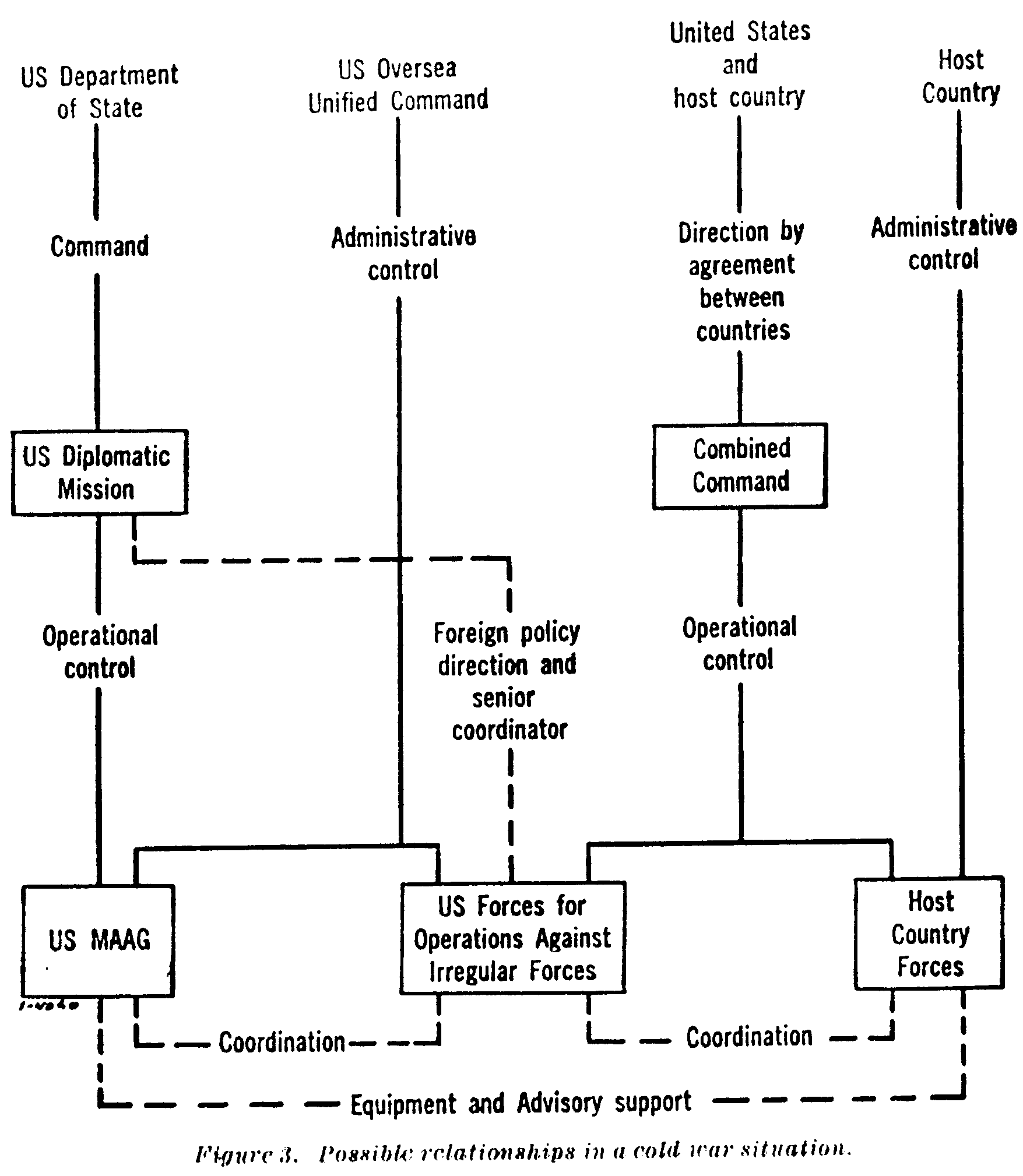
تنظيم القيادة حسب ما ورد في هذه الوثيقة Field Manual 31-15: Operations Against Irregular Forces..

بعد موافقة المجلس الأعلى للدفاع الوطني التركي (بالتركية: Milli Savunma Yüksek Kurulu)‏ قام العميد دانيش كارابالين بإنشاء وحدة الإنتشار التكتيكي (بالتركية: Milli Savunma Yüksek Kurulu)‏ في 27 سبتمبر 1952. كان كارابيلين واحدا من مجموعة تضم ستة عشر جنديا (من ضمنهم تورغوت سونلاب وأحمد يلديز وآلب أرسلان توركيش وفكرت أطيشداغي) أرسلت للتدريب في الولايات المتحدة الأمريكية سنة 1948 على أساليب الحروب الغير تقليدية. أصبحت هذه المجموعة نواة دائرة الحرب الغير تقليدية (ÖHD).
كما ذكرت بعض المصادر أن التدريب شمل محاولات تجنيد من طرف وكالة الإستخبارات المركزية.
من ضمن الجنرالات الذين قادو هذه الدائرة الجنرال عدنان دوغو و الجنرال آيدين إلتير ودوغان بايزيد و فوزي توركيري. قام كارابيلين بتعيين إسماعيل تانصو كذراع أيمن له، وتم إعادة هيكلة الدائرة لتصبح على هيئة خلايا. تم ملء الرتب بضباط الإحتياط وإجبارهم على أداء قسم خاص و أدلجتهم و تدريبهم قبل السماح لهم بالعودة للحياة المدنية. لم يتم إعطاء أي تمويل أو أسلحة أو تعليمات لأعضاء الخلايا. وتركزت عمليات الإستقطاب في شرق تركيا على إعتبار أنها المنطقة الأكثر عرضة للغزو من الإتحاد السوفييتي.
من ضمن الكتب التي تم إستخدامها لتدريب وتعليم الضباط
- حرب العصابات: النظرية و التطبيق للمؤلف ديفيد غالولا: ترجم للتركية بناءً على أوامر رئيس دائرة الحرب الغير تقليدية الجنرال جهاد أيكول[25]
- دليل الجيش الأمريكي الميداني بعد ترجمته للتركية (نسخة أصلية | نسخة مؤرشفة) [26][27]
- مقدمة لحرب العصابات (بالتركية: Gerillaya Giriş)‏ للكونوليل شاهيد فورال (1972).[25]

قام الجنرالات فيما بعد بتأسيس منظمة المقاومة التركية لمجابهة القبارصة اليونانيين.
كانت هذه المنظمة تعمل تحت إشراف رئيس الأركان التركي، و لها تواجد في مبنى ثكنة أمريكية في أنقرة. يضيف إسماعيل تانسو أن مقر القيادة الأمريكية كان مقابل حديقة غولهان، بينما كان مقر منظمة المقاومة التركية يقع في فيلا قريبة من معهد كيزيلاي.
كما أضاف أنه عادة ما كان يلتقي بجنود من الوحدة J3، أحيانا عدة مرات في إجتماعات تتوزع بين المقرين. ويذكر أن من ضمن المشاركين في هذه اللقاءات الكولونيل لاتينت، الكابتن بيرجر، والميجور هيل.
قام توركيس في ستينيات القرن العشرين بإنشاء جمعيات "مدنية" لمجابهة الشيوعية(بالتركية: Komünizm ile Mücadele Dernekleri)‏ كما قام بتمويل حزب الحركة القومية اليميني. شكلت هذه الجمعيات نواة التشكيلات القومية المتطرفة التي إستخدمتها منظمة كاونتر غوريلا فيما بعد أثناء الأحداث الطارئة في تركيا.
كما قامت وكالة الإستخبارات المركزية الأمريكية بتوظيف شخصيات من اليمين المتطرف مثل القومي التركي ذي التوجهات النازية روزي نزار كي يقوم بتدريب تنظيم الذئاب الرمادية (بالتركية: Ülkücüler)‏ التنظيم الشبابي لحزب الحركة القومية. ينحدر نزار من العرقية الأوزبكية وولد بالقرب من طشقند وكان جنديا في الجيش الأحمر قبل أن ينشق وينضم للجيش النازي في الحرب العالمية الثانية ليحارب في الجبهة الشرقية بهدف إنشاء تركستان.
بعد هزيمة ألمانيا النازية، قامت الهيئات الإستخباراتية الأمريكية بإستخدام بعض جواسيس ألمانيا و اليابان، من ضمنهم نزار الذي أصبح فيما بعد رئيس وحدة الإستخبارات الأمريكية في تركيا.
أصبحت هذه الوحدة دائرة الحرب غير التقليدية سنة 1967.

## دائرة الحرب غير التقليدية (1965 - 1992)
خلال سبعينيات القرن العشرين أدار دائرة الحرب غير التقليدية الجنرال كمال ياماك. مما ورد في مذكراته أن الولايات المتحدة قدمت دعما سنويا يبلغ مليون دولار جزء منه على شكل ذخائر و الباقي على شكل دعم مادي. إستمر هذا الدعم إلى غاية سنة 1973 عندما قرر كمال ياماك إبلاغ الأمريكيين أن الذخائر لا تناسب إحتياجات الدائرة. رد الأمريكيون عليه بالقول أنهم من يدفع قيمة الذخائر لذا يحق لهم تحديد ما يقدمونه. غادر الجنرال كمال الإجتماع وأبلغ القائد الأعلى للجيش التركي سميح سنجر بفحواه وإعتراضه على التعامل الأمريكي، ثم ألغت الإتفاقية في وقت لاحق.
لم يعلم رئيس الوزراء بولند أجاويد بوجود هذه الشبكة حتى طلب منه الجنرال كمال ياماك توفير مصدر آخر للتمويل؛ كما أن باقي أعضاء الحكومة لم يكن لديهم أي علم بهذا النوع من الأنشطة. إقترح أجاويد على كمال طلب التمويل من الأوروبيين. تواصل كمال مع قادة عسكريين من بريطانيا وفرنسا. كما أبلغ القائد الأعلى للجيش التركي أجاويد أن الأمريكيين قد مولو هذه الوحدة والمخابرات الوطنية التركية منذ نهاية الحرب العالمية الثانية.

## قيادة القوات الخاصة التركية (منذ 1992)
في بداية عقد التسعينات من القرن العشرين إتسمت العلاقات الأمريكية التركية بالتوتر نتيجة لمواقف الطرفين المتباينة من قضية الإنفصاليين الأكراد في تركيا. وفي سعي لتقليل التأثير الأمريكي على القوات المسلحة التركية، قام رئيس الأركان التركي دوغان غوريش بإعادة هيكلة دائرة الحرب غير التقليدية وتسميتها قيادة القوات الخاصة التركية (بالتركية: Özel Kuvvetler Komutanlığı - ÖKK)‏ سنة 1992.
تسمى القوات النظامية في قيادة القوات الخاصة بقوات "القبعات العنابية" (بالتركية: Bordo Bereliler)‏ نسبة للون القبعات التي تعتمرها، و تتضمن مهامها حماية القائد الأعلى للقوات المسلحة التركية و رئيس الدولة في رحلاتهم الخارجية. بينما تسمى القوات المدنية غير النظامية المنضوية تحت هذه القيادة بالقوات البيضاء (بالتركية: Beyaz Kuvvetler)‏.
أنشأ البرلمان التركي لجنة تحقيق لبحث العديد من جرائم القتل والإغتيالات التي يعتقد أنها نفذت من طرف منظمة كاونتر غوريلا سنة 1993. أحصى التقرير 1797 حالة قتل؛ منها 316 في سنة 1992 و 314 في سنة 1993. أبلغ الجنرال غوريش رئيس البرلمان حسان الدين جندوروك بضرورة إيقاف التحقيق لكي لا يتم الكشف عن تورط الجيش في هذه الحوادث. كما أصدر المدعي العام في محكمة أمن الدولة التركية نصرت ديميريل أوامره لقوة الشرطة بعدم التعاون مع لجنة التحقيق البرلمانية في محاولة الكشف عن مرتكبي هذه الجرائم.
تحافظ الولايات المتحدة الأمريكية على وثائق متينة مع القوات المسلحة التركية عبر مكتب التعاون الدفاعي الأمريكي في تركيا(ODC-T)، التي يعتبر رئيسه نقطة التواصل الرئيسية مع القائد الأعلى للقوات المسلحة التركية فيما يخص كافة القوات والأنشطة العسكرية الأمريكية في تركيا. يرأس هذا المكتب اللواء الأمريكي إيريك روسبورغ، كما أن هذا المنصب دائما ما يشغله جنرال من سلاح الجو الأمريكي منذ سنة 1993. ويوجد مقره الرئيسي في جادة عصمت إينونو في أنقرة.

## عمليات مرتبطة بالتنظيم

### مجزرة إسطنبول
قام أعضاء وحدة الإنتشار التكتيكي بالإشتراك في تنظيم مجزرة إسطنبول سنة 1955 والتي كان من أهدافها التأكيد على سياسة التتريك و مجابهة الأنشطة الشيوعية في تركيا

### الإنقلابات العسكرية سنة 1971 و 1980
عقب إنقلاب سنة 1960 تم الكشف عن محاولة إنقلابية ثانية من عناصر منظمة الإستخبارات الوطنية التركية (MİT). قام العميل ماهر كايناك بإطلاع رئيس الأركان العامة التركية الجنرال ممدوح تاغماش وقائد الجيش الأول المتمركز في إسطنبول فايق تورون الذي كان من ضمن الفوج الذي حارب في كوريا وعرف عنه عداؤه الشديد للتوجهات الشيوعية على تفاصيل المحاولة الإنقلابية التي كان من ضمنها تحرك قادة على مستوى عال في الجيش من ضمنهم القائد العام للجيش والقائد العام للقوات الجوية للقيام بإنقلاب عسكري يوم 9 مارس 1971 بدعم من بعض المفكرين الداعمين للإتحاد السوفييتي و عدد من الصحف التركية.
أرسل مكتب وكالة الإستخبارات الأمريكية في تركيا برقية لوزارة الدفاع الأمريكية بتاريخ 10 مارس 1971 تفيد بأن القيادة العامة للجيش قد أجرت إجتماعا يومها وقررت القيام بإنقلاب مضاد.
وهكذا فقد تم الإنقلاب العسكري التركي يوم 12 مارس 1971 ليوقف الإنقلاب العسكري التركي المدعوم سوفييتيا.
فور بدء العملية الإنقلابية، تم إعتقال العديد من النخبة المتعلمة والمدنيين و الضباط ذوي الرتب الدنيا ذوي التوجهات الشيوعية والتحقيق معهم في مبنى يزعم أنه تابع للمخابرات التركية. إدعى الكولونيل طلعت تورهان، أحد منظمي الإنقلاب الفاشل، أن من قام بالتحقيق معه هو قائد جهاز الإستخبارات التركية أيوب أوزالكوس. أدى هذا الأمر إلى سعي طلعت تورهان الدائم للكشف عن تنظيم كاونتر غوريلا بعد أن أفرج عنه.
كما تزعم بعض المصادر أن المجموعتين الإنقلابيتين وجهان لنفس المنظمة.
شاركت المنظمة في العديد من الأعمال التي تعتبر إرهاب دولة خلال فترة السبعينيات من القرن العشرين، الأمر الذي مهد لقيام إنقلاب آخر سنة 1980. عند حدوث الإنقلاب، رحب به المواطنون رغبة منهم في توقف الإضطرابات التي شاعت في تركيا. كما طالب بوقوعه العديد من أعضاء البرلمان التركي الذي كان جزء مهم منهم أعضاء في منظمة كاونتر غوريلا في وقت سابق.
بعد نجاح الإنقلاب، إتخذت الإدارة العسكرية العديد من الخطوات لتثبيت الحكم العسكري في البلاد. تم إصدار دستور جديد، وإنشاء مجلس أعلى للتعليم كي تتم السيطرة على المثقفين الأتراك، وإطلاق يد جهاز الأمن الوطني التركي لتتم السيطرة على السياسيين.
عندما أتم آلب أرسلان توركيش دوره في تمهيد الطريق لإنقلاب 1980، تم سجنه من طرف قادة الإنقلاب، ووصل الأمر إلى أن قرر الجنرال جمال مدان أوغلو إعدامه عن طريق فرقة إطلاق النار قبل أن يتدخل صديقه روزي نزار الذي شغل منصب رئيس مكتب الإستخبارات المركزية الأمريكية في إسطنبول ليوقف الإعدام.

### مركز إعتقال فيلا زيفرباي
تم إستخدام فيلا زيفرباي في جادة بغداد بمنطقة إيرينكوي بإسطنبول كمقر للتحقيق مع الشيوعيين الأتراك. تبلورت فكرة هذا المعتقل السري وعمليات التحقيق لدى الجنرال ممدوح أونلوتورك الذي عمل تحت إمرة الجنرال تورغوت سون آلب الذي كان بدوره يعمل تحت إمرة قائد الجيش الأول فايق تورون.
خدم الجنرالان سون آلب و تورون في الحرب الكورية خلال خمسينيات القرن العشرين، وخدما في قسم العمليات التركي (بالتركية: Harekât Dairesi)‏. إستخدم المحققون تقنيات تحقيق مستنبطة من الطرق التي تم بها التعامل مع أسرى الحرب الكوريين والصينيين. حيث كان من المعتاد ربط المعتقلين وعصب أعينهم.
من ضمن المعتقلين الذين تم إستنطاقهم وتعذيبهم في فيلا زيفرباي مفكرون من مثل إلهان سلجوق -أحد منظمي المحاولة الإنقلابية الفاشلة- و أوغور مومشو. كما أفاد العديد ممن اقتيدوا الى هذه الفيلا بأن المحققين عرفو عن أنفسهم بأنهم أعضاء في منظمة كاونتر غوريلا، وأنهم فوق القانون، ولديهم تصريح بالقتل.
كما أن إلهان سلجوق، الذي كتب إعترافا تحت التعذيب، قد قام بتوثيق تعذيبه في وثيقة إعترافه حيث شفّر جملة "أنا تحت التعذيب" بإستخدام الحرف الأول من كل جملة في إفادته. بينما صرح مرات بيلغي الذي اعتقل أيضا في فيلا زيفرباي أن من قام بتعذيبه هو ولي كوشوك الذي أسس فيما بعد وكالة إستخبارات الدرك التركي (JITEM) وحزب الله التركي لمجابهة حزب العمال الكردستاني رد كوشوك على هذه المزاعم بالقول أنه لا يمكن أن يكون الشخص المعني لأنه كان منتدبا إلى منطقة شيرناق، ولكونه متهما بالتواطؤ مع إلهان سلجوق، أحد ضحايا التعذيب في فيلا زيفرباي.
أحد المعتقلين البارزين في فيلا زيفرباي هو المخرج يلمز غوناي. حاول أحد أصدقائه العاملين في جهاز الإستخبارات التركي أن يجنبه الإعتقال بزعم أنه جاسوس لكن الخدعة لم تنجح. ذكر أحد المحققين في الفيلا أن غوناي عومل معاملة حسنة نظير تعاونه في التحقيقات.
غير أن الجنرال كمال ياماك نفى مشاركة دائرة الحرب غير التقليدية في هذه الأحداث، ورفض تأكيد أي علاقة لمنظمة كاونتر غوريلا.
تكمن أهمية أحداث فيلا زيفرباي في أمرين:
- الكشف عن إستخدام الإسم الحركي كاونتر غوريلا لأي شخص لم يكن عضوا في المنظمة.
- الكشف عن تعاون منظمة كاونتر غوريلا و جهاز الإستخبارات التركي.

### عملية كيزيلداري
قامت القوات الخاصة التركية في 30 مارس 1972 بإقتحام قرية كيزيلداري في منطقة توقات وأسفرت العملية عن مقتل 10 أشخاص قامو بإختطاف 3 أجانب إلى القرية. تم إختطاف الرهائن في محاولة لوقف إعدام ثلاث قادة طلابيين هم دينيز كيشميز وحسين إينان و يوسف أصلان. كما قتل في العملية الرهائن الثلاثة (بريطانيان وكندي)
على الرغم من نفي الجنرال ياماك لضلوع دائرة الحرب التقليدية في الهجوم، إلا أن متين كابلان (قاتل محترف) صرح بمسئولية أن حزب الحرية والتضامن عن الحادث.
كما أضاف أن الجنرال ممدوح أولوتورك الذي شارك في أحداث فيلا زيفرباي تحدث معه عن هذه العملية. كما أضاف أن هدف العملية كان التخلص من المساجين الشيوعيين في سجن مالتيبي. حسب ماذكر فإن الأمريكيين نصحوا الأتراك بتسهيل هروب السجناء وإختطاف الضباط الأجانب، الأمر الذي شكل ذريعة للهجوم عليهم بغرض تصفيتهم.

### مجزرة ميدان تقسيم
أقام اتحاد نقابات الحِرف الثورية في تركيا (DİSK) تجمعا جماهيريا حاشدا شارك فيه نصف مليون شخص بتاريخ 1 مايو 1977 في ميدان تقسيم بإسطنبول. أطلقت النيران على المشاركين في التجمع وأدت الأحداث اللاحقة إلى مقتل 36 شخصا حسب الإحصاءات الرسمية. لم يتم القبض على أي مطلقي النار.
أبلغ رئيس الوزراء التركي بولند أجاويد و رئيس حزب الشعب الجمهوري اليساري الرئيس التركي فخري كورتورك بإشتباههما بضلوع منظمة كاونتر غوريلا في الأحداث.
حسب ما ذكره أجاويد فقد إستمر إطلاق النار لعشرين دقيقة بينما لم يتدخل الآلاف من رجال الشرطة الموجودين في الميدان في مشهد أعد للأذهان مجزرة إيزيزا بالأرجنتين سنة 1973. علاوة على ذلك، نجا بولند أجاويد بصعوبة من محاولة إغتيال بعد عشرين يوما من إعلانه الإشتباه بضلوع منظمة سرية في مجزرة ميدان تقسيم.
قام نائب المدعي العام التركي دوغان أوز بالتحقيق في العلاقة بين حزب الحركة القومية التركي و دائرة الحرب غير التقليدية وإرتباطهما بأحداث العنف خلال سبعينيات القرن العشرين. أشار تقرير أوز إلى وجود شبكة من المدنيين و العسكريين وراء هذه الأحداث، علاوة على ضلوع الإستخبارات التركية في التنسيق. تم إغتيال أوز يوم 24 مارس 1978 وألقي القبض على إبراهيم شيفتيشي العضو في تنظيم الذئاب الرمادية الذي إعترف بتنفيذ عملية الإغتيال قبل أن يلغي المجلس العسكري الحاكم محاكمته.

### مجزرة 16 مارس
قتل سبعة طلبة و جرح واحد وأربعون طالبا في كلية الصيدلة بجامعة إسطنبول يوم 16 مارس 1978 عندما تم الهجوم عليهم من طرف مسلحين ينتمون لتنظيم الذئاب الرمادية. تم إلغاء الدعوى القضائية بحجة التقادم سنة 2008.

### مجزرة بهشة ليفير
قام مجموعة من اليمينيين الأتراك بقيادة عبد الله جاتلي بإغتيال سبع طلاب ذوي ميول يسارية في 9 أكتوبر 1978. تمت إدانة عبد الله جاتلي في هذه الحادثة غيابيا.

### مجزرة كهرمان مرش
تم إغتيال العديد من أفراد الطائفة العلوية في حي كهرمان مرش يومي 23 و 24 ديسمبر 1978 قبل أن تعلن الأحكام العرفية. ولم يتم التوصل للجناة.

## لقراءة المزيد
- كمال ياماك (2006). Gölgede Kalan İzler ve Gölgeleşen Bizler (بالتركية). تركيا: Dogan Kitap. ISBN:978-975-293-415-3.
- طلعت تورهان (1992). Özel Savaş Terör ve Kontrgerilla. تركيا: Tümzamanlar. ISBN:978-975-7350-21-7.
- أجاويد كليتش (2008). Özel Harp Dairesi. Türkiye'nin Gizli Tarihi (بالتركية). Merkez Kitapçılık ve Yayıncılık. Vol. 1. ISBN:978-605-4069-01-9.
- كمال ياماك. Ülkücü Komanda Kampları (بالتركية). Kaynak Yayınları.

## روابط خارجية
- دوغان أوز: تقرير كاونتر غوريلا I, II (تم إغتيال دوغان أوز في 24 مارس 1978)